# Кармазинский, Николай Николаевич
Николай Кармазинский (1900, Нижний Новгород — 1991, Москва) — один из первых (вместе с И. Копалином, С. Бубриком, С. Гуровым) советских режиссёров-кинодокументалистов.

## Биография и творчество
Ученик Александра Медведкина, участник объединений «Кинопоезд», «Союзкинохроника».
Окончил Литературно-художественный институт им. Брюсова. В 1925 начал работать в кино, главным образом в кинопериодике. Участвовал в создании документальных фильмов и киноочерков — «1 мая 1926» (1926), «Памяти Феликса Дзержинского» (1926) и др. В 1932 как режиссёр участвовал в работе кинопоезда Союзкинохроники, обслуживавшего Днепрострой, Крым, Криворожье, Донбасс и др. Создал много киноочерков, а также первый советский кинофельетон «Как поживаешь, товарищ горняк?» (1932). В августе 1934 года режиссёр Н. Кармазинский вместе с оператором И. Беляковым и его помощником С. Коганом поставили рекорд высокогорной съемки, приняв участие в массовой командирской альпиниаде. Таким образом, впервые в истории кино, съемочная группа поднялась на самую высокую гору Европы — Эльбрус. Наряду с работой над киножурналами участвовал в создании документальных фильмов «Борьба за Киев» (1936), «Мадрид в огне» (1936), «Если завтра война» (1938), «Год 19-й» (1937), «Во льдах Беломорья» (1948).
Ушел из жизни в Москве 8 сентября 1991 года. Похоронен в Москве на Кузьминском кладбище.

## «К белому пятну Арктики» (1931)
Это первый глобальный репортаж-кинопутешествие. Н. Кармазинский был участником одной из экспедиций Георгия Ушакова.

## «Як живеш, товариш гірняк?» (1932)
Девятиминутный немой фильм с титрами полностью на украинском языке.
Фильм снимался на украинской шахте «Октябрьская» и зафиксировал шахтерскую жизнь: проживание семей и холостых в одной комнате барака, детей в лохмотьях, грязь в доме и на улице, отвратительная еда в столовой. Были сняты сцены заседаний актива, снабженные ироническими кинокомментариями, — игра со стаканом и графином (поговорка «переливание из пустого в порожнее»), повисшие на вешалке штаны с протертыми местами сзади (намек на стихотворение В. Маяковского «Прозаседавшиеся»).
Фильм недвусмысленно отвечает на вопрос «Як живеш, товариш гірняк?» фразой «Так жить нельзя». Фильм был показан шахтерам, активу и руководству шахтоуправления. Оно сразу же поняло, что начальство «Октябрьской» разворовало отпущенные на обустройство быта средства. Впоследствии руководство шахты было отдано под суд.

## «Если завтра война» (1938)
Над этим фильмом Н. Кармазинский работал совместно с Е. Дзиганом, Л. Анци-Половским, Г. Березко.